# Oribatula monozygata
Oribatula monozygata är en kvalsterart som först beskrevs av Lee och Birchby 1991.  Oribatula monozygata ingår i släktet Oribatula och familjen Oribatulidae. Inga underarter finns listade i Catalogue of Life.